# Burg Wildenau (Plößberg)
Die Burg Wildenau ist eine mittelalterliche Höhenburg auf einer Anhöhe im Gemeindeteil Wildenau des Marktes Plößberg im Oberpfälzer Landkreis Tirschenreuth in Bayern und ist unter der Aktennummer D-3-77-146-44 als Baudenkmal verzeichnet. „Archäologische Befunde im Bereich des ehem. Schlosses Wildenau, zuvor mittelalterliche Burg“ werden zudem als Bodendenkmal unter der Aktennummer D-3-6239-0125 geführt.

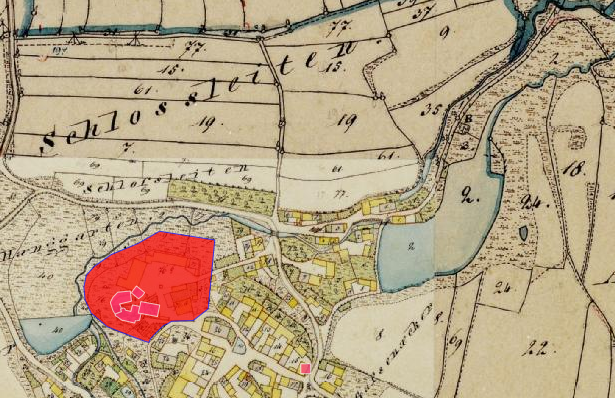
Lageplan der Burg Wildenau auf dem Urkataster von Bayern

## Geschichte
Die Burg wurde durch die Grafen von Sulzbach um 1100 erbaut und 1125 erstmals erwähnt. Im 12. Jahrhundert gelangte die Burg in den Besitz der Staufer. Während der Hussitenkriege wurde die Burg um 1430 zerstört und danach wieder errichtet. 1432 wurde Konrad Ermesreuther mit Wildenau belehnt; nach einer Goldbulle vom 8. September 1443 gehörte Wildenau damals zum stiftischen Richteramt Beidl. Vom Reinhard Ermesreuther kauften 1503 Sigmund und Veit von Reitzenstein das Gut Wildenau. 1513 wurde Veith von Reitzensteine als Landsasse von Wildenau genannt, der damals das Gut Ilsenbach von der Witwe Margareta, geborene von Königsfeld des Sigmund Mayenthaler erwarb. 1515 wurde dort Sigmund von Reitzenstein erwähnt, der von der Stadt Weiden diverse Güter von Ilsenbach erwarb. Nach dem Tod des Sigmund von Reitzenstein († 1530) übernahm Heinrich Christoph von Reitzenstein die Güter Wildenau und Isenbach. In dieser Zeit teilte  Herzog Ottheinrich diese Besitzungen dem Amt Floß in dem neu geschaffenen Fürstentum Pfalz-Neuburg zu. Nach dem Tod des Sigmund von Reitzenstein wurde Wildenau vorerst als verschwiegenes und daher heimgefallenes Lehen erachtet. Erst am 18. April 1537 verlieh Kaiser Ferdinand Wildenau und weitere Güter an Christof von Reitzenstein. Nach dessen Tod († 3. Mai 1563) wurde Veit Sigmund von Reitzenstein von Kaiser Maximilian II. mit Wildenau und erneut am 6. Oktober 1557 von Kaiser Rudolf III. in seiner Eigenschaft als böhmischer König mit Wildenau belehnt. Nachfolger wurde nach dem Tod des Vaters († 6. Mai 1584) der zweitgeborene Sohn Veit Sigmund von Reitzenstein, da ihm sein älterer Bruder Heinrich seinen Anteil übertragen hatte. Nach verschiedenen Verwirrungen kam der Besitz 1615 an Christof von Reitzenstein und von ihm 1619 an seine Schwester Rosina Barbara. Am 22. Januar 1630 konnte ihr Ehemann Christof Karl von Reitzenstein in das Landsassengut Wildenau eingewiesen werden. Nach seinem Tod 1640 musste Wildenau wegen hoher Schulden an Anton von Burry verkauft werden, der das zum böhmischen Kronlehen gewordene Wildenau seinerseits am 1. Oktober 1653 an Christof Albrecht von Sazenhofen verkaufte; nach dessen Tod († 1663) erwirkte die Witwe Maria Katharina von Sazenhofen, dass die Güter auf die Gutsherrschaft Rothenstadt übertragen wurden. In dieser Familie verblieb Wildenau bis zum Aussterben dieses Familienastes 1782. Der Letzte war Wolf Anton von Sazenhofen, der am 13. Juli 1782 verstarb. Nach seinem Tod fiel das vormalige und in einem Lehensverhältnis zur Krone Böhmens stehende Mannlehen an das Königreich Bayern.
Im Salbuch des Lehensgutes von 1783 heißt es: „das alte schloßgebäu auf einem felsen, wovon der meiste theil eingefallen, halb mit ziegeln und halb mit schindeln eingedeckt; unteres stockwerk stallungen und gewölbe … ein alter turm, worin ein gefängnis und einiger gewölbee, auf dem turm einig glöckl. Schloßkapelle St. Erhardi ist im 2. gaden des schlosses, sehr alt und dem einsturz nahe, worinnen des jahrs fünfmal von beeden religionen der pfarrliche gottesdienst gehalten wird“.
Im Jahr 1992 erwarb das Ehepaar Konrad und Ricarda Ackermann das weitgehend zerstörte Gebäude. Im selben Jahr wurde mit der Restaurierung der Burganlage begonnen, die sich über zehn Jahre erstreckte.

## Heutige Nutzung
Die Burg Wildenau befindet sich im Privatbesitz der Ackermanns, wird aber für die Veranstaltung Wildenauer Burgfest genutzt. Das eigentliche Burgfest wird durch einen historischen Mittelaltermarkt bereichert.

## Baubeschreibung
Die wehrhafte Burg verfügt über einen aus der Stauferzeit stammenden Bergfried, dessen Mauerwerk in Buckelquaderbauweise errichtet wurde. Die Burgkapelle wurde von 1650 bis 1908 als Simultaneum von den beiden christlichen Kirchen genutzt. Unter der Aktennummer D-3-77-146-44 ist das Baudenkmal folgendermaßen beschrieben:

„Ehemaliges Schloss: U-förmige, um kleinen Innenhof angeordnete Burganlage mit Bergfried, 12. und 14. Jahrhundert, mehrgeschossige Trakte mit Sattel- und Krüppelwalmdach, nordwestliche Gebäudegruppe aus Bruchstein- und Quadermauerwerk, zweite Hälfte 17. Jahrhundert, im Erdgeschoss des Westtrakts die 1912 aufgelassene evangelisch-lutherische Schlosskapelle St. Erhard; mit Ausstattung

Evangelisch-lutherische Kirche, wohl über Teilen des ehemaligen Palas errichtet, flachgedeckter Saalbau mit eingezogenem. dreiseitig geschlossenem Chor, 1912 an den zum Glockenturm umgestalteten, quadratischen ehemaligen Bergfried mit glockig ausschwingendem Spitzhelm angebaut; mit Ausstattung

Stützmauer, bezeichnet mit ‚1559‘

Nebengebäude, eingeschossiger Massivbau mit Satteldach, wohl zweite Hälfte 19. Jahrhundert“